# Musée militaire de la ligne défensive de Mareth

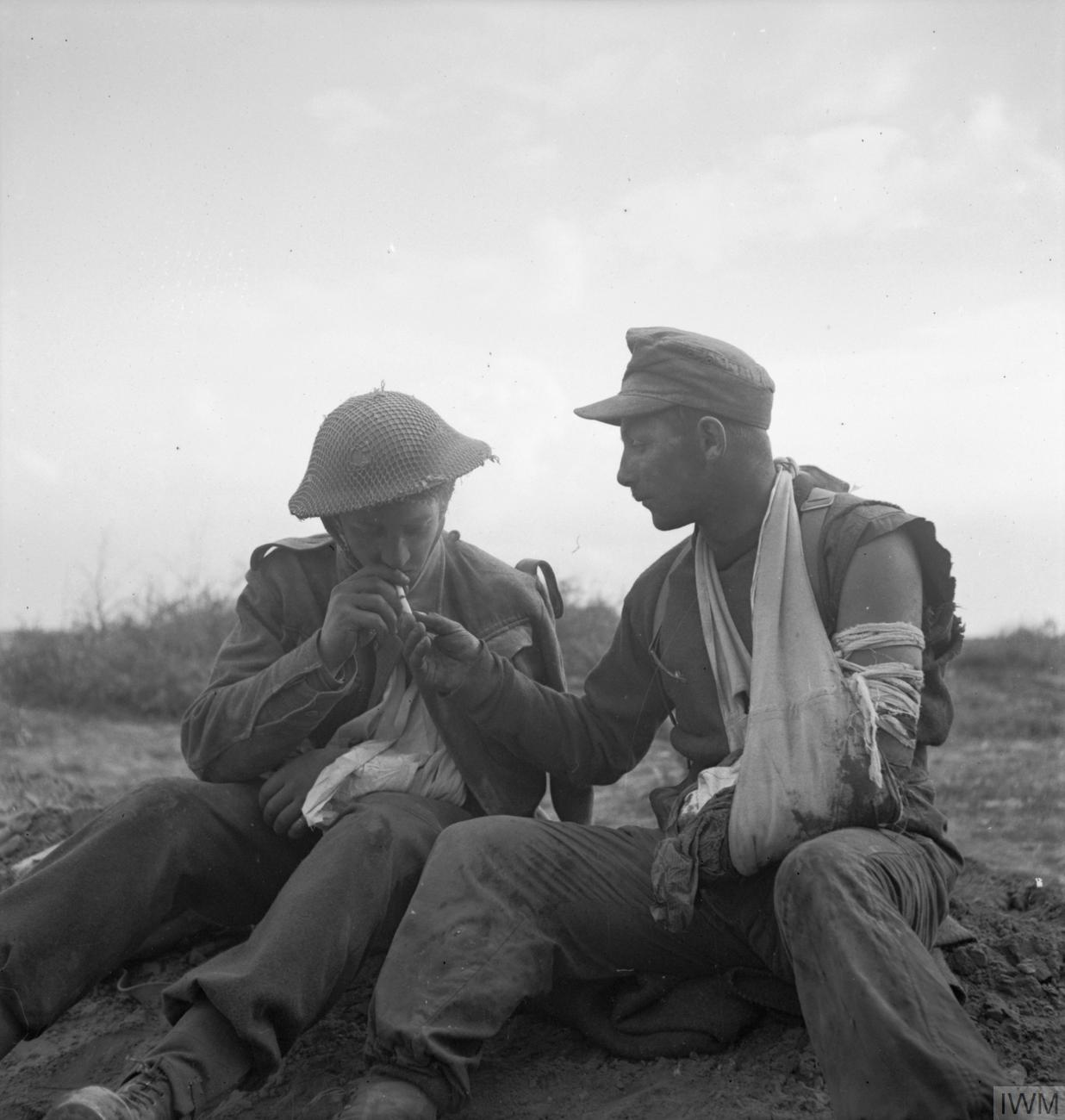
Soldat britannique blessé (à droite) partageant une cigarette avec un prisonnier allemand blessé : photo prise sur la ligne pendant la bataille entre les 22 et 24 mars 1943.

Le musée militaire de la ligne défensive de Mareth est un musée tunisien qui reconstitue l'histoire militaire de la ligne Mareth. Il est situé à une trentaine de kilomètres au sud de Gabès, sur la RN1, entre Mareth et Médenine, sur une colline surplombant l'oued Zigzaou.
Le musée est construit à proximité de plusieurs casemates ayant servi comme points d'appui ; des postes de commandement, des canons antichars et antiaériens sont exposés à l'extérieur du musée.
À l'intérieur sont exposés des uniformes, des insignes et des armes des différentes troupes françaises, britanniques, allemandes et italiennes qui se sont affrontées à Mareth, ainsi que des cartes et des photos qui illustrent la bataille de Mareth dont celles d'Erwin Rommel et ses soldats.